# Бошняково (Красноярский край)
Бошняково — посёлок в Канском районе Красноярского края. Входит в состав Терского сельсовета.

## История
Посёлок был основан в 1912 году. По данным 1926 года в Бошнякове имелось 26 хозяйств и проживал 141 человек (61 мужчина и 80 женщин). В национальном составе населения преобладали русские. В административном отношении посёлок входил в состав Малоуринского сельсовета Канского района Канского округа Сибирского края.

## Население
| 1926 | 2010 |
| ---- | ---- |
| 141  | ↗414 |